# Trò chơi năm 1996
Trang này liệt kê các board game,  card game, wargame, miniatures game, và trò chơi nhập vai tabletop xuất bản năm 1996.  Đối với trò chơi điện tử, xem Trò chơi điện tử năm 1996.

## Trò chơi được phát hành hoặc phát minh năm 1996
- Age of Renaissance
- Air Baron
- Ani-Mayhem
- Arcadia
- Battle Cattle: The Card Game
- BattleTech Collectible Card Game
- Before I Kill You, Mr. Bond
- Bitin' Off Hedz
- Blood Dawn (trò chơi nhập vai)
- Cashflow 101
- Conspiracy X (trò chơi nhập vai)
- Deadlands (trò chơi nhập vai)
- Doctor Who Collectible Card Game
- Doctor Who: Invasion Earth
- Entdecker
- Equate
- Fading Suns (trò chơi nhập vai)
- Feng Shui (trò chơi nhập vai)
- Fischer random chess
- Five Crowns
- Give Me the Brain
- Great War at Sea: The Mediterranean
- Highlander: The Card Game
- Iron Dragon
- Kill Doctor Lucky
- Knightmare Chess
- Lunch Money
- Mastermind for Kids
- Monty Python and the Holy Grail Collectible Card Game
- Mortal Kombat Kard Game
- Mystery of the Abbey
- Mythos (trò chơi thu thập thẻ bài)
- Netrunner (trò chơi thu thập thẻ bài)
- Star Trek Collectible Card Game
- Stargrunt II
- Super Mario 64
- The Very Clever Pipe Game
- The X-Files Collectible Card Game
- XXXenophile (trò chơi thu thập thẻ bài)
- Yu-Gi-Oh! Trading Card Game

## Giải thưởng trò chơi được trao năm 1996
- Origins Awards (năm 1995):
  - Best Card Game: Middle-earth: The Wizards
  - Best Fantasy or Science-Fiction Board Game: Dragon Dice
  - Best Graphic Presentation of a Board Game: RoboRally - Armed and Dangerous
  - Best Miniatures Rules: Warzone - A Fast & Furious Miniatures Battle Game
  - Best Modern-Day Board Game: Empire of the Rising Sun
  - Best Pre-20th Century Board Game (tie): Colonial Diplomacy, Three Days of Gettysburg
  - Best Roleplaying Rules: Mage: The Ascension (phiên bản thứ 2)
  - Adventure Gaming Hall of Fame
    - Axis & Allies
    - Call of Cthulhu RPG
- Games: 25 Words or Less

## Sự kiện lớn liên quan đến trò chơi năm 1996
- Five Rings Publishing Group được thành lập như là một spin-out của Alderac Entertainment Group và ISOMEDIA.
- Looney Labs được thành lập sau sự sụp đổ của Icehouse Games, Inc.